# Henry Wilberforce
Henry William Wilberforce (Clapham, 22 de septiembre de 1807 - Stroud, 23 de abril de 1873) fue un clérigo anglicano inglés cercano al Movimiento de Oxford, después converso al catolicismo y propietario de varios periódicos, escritor y periodista, miembro de la denominada Secta de Clapham.

## Biografía
Henry William fue el tercer hijo del famoso político y abolicionista William Wilberforce y su esposa, Barbara Ann Spooner, y hermano menor de Robert y Samuel. Fue aceptado en el Oriel College de la Universidad de Oxford en 1826, donde coincidió con Ambrose St. John y fue estudiante de John Henry Newman. Fue presidente de la Unión de Oxford. Después de titularse en matemáticas y cultura clásica, estudió Derecho en Lincoln Inn.
Bajo la influencia de Newman, abandonó el estudio de las leyes por la teología, y en 1834 se ordenó como sacerdote anglicano. Posteriormente se convirtió en coadjutor de Bransgrove en Hampshire (1834), en vicario de Walmer (1841) y vicario de East Farleigh, en Kent (1843).
El 15 de septiembre de 1850, él y su esposa se convirtieron al catolicismo. Se dedicó al periodismo como propietario y editor del Catholic Standard, posteriormente conocido como el Weekly Register, de 1854 a 1863. Sus obras incluyen: The Parochial System («El Sistema Parroquial»), Londres, 1838; Reasons for Submitting to the Catholic Church («Razones para Someterse a la Iglesia Católica»), Londres, 1851. Proselytism in Ireland («El Proselitismo en Irlanda»), Londres 1852, Essay on Some Events preparatory to the English Reformation («Ensayo sobre Algunos Eventos previos a la Reforma Inglesa»), Londres, 1867, y The Church and the Empires («La Iglesia y los Imperios»), Londres, 1874. Junto con su esposa Mary, hija del reverendo John Sargent, tuvo cinco hijos y cuatro hijas.